# Дворський Павло Ананійович
Павло́ Ана́нійович Дво́рський (нар. 1 лютого 1953, Ленківці) — український естрадний співак (тенор) і композитор. Народний артист України. Лауреат премій і фестивалів. Почесний громадянин міста Чернівці.

## Біографія
Народився 1 лютого 1953 року в селі ЛенківціКельменецького району Чернівецької області у селянській родині. Батько — Ананій Кирилович (1915—2005), мати — Вікторія В'ячеславівна (1923—2007).
З 1960 до 1970 року навчався в Ленковецькій середній школі, яку закінчив із золотою медаллю. Одночасно з 1962 року навчався в Кельменецькій музичній школі. З 1971 до 1973 року служив у війську в Угорщині. З 1971 року навчався в Чернівецькому музичному училищі на трьох відділах одночасно: диригентсько-хоровому, народних інструментів (баян) та вокальному.
1976 року Дворського запросили до ВІА «Смерічка». У 1979 році в репертуарі «Смерічки» з'явилися перші пісні на музику Дворського — «Стожари» та «Маки для сина». В 1985 році написав відомі хіти — «Смерекову хату» і «Писанку». У 1989 році посів третє місце у жанрі поп-музики на фестивалі «Червона рута» в Чернівцях. На початку 1990 року взяв участь у пісенному фестивалі «Пісенний вернісаж-90». 
1994 року Павло Дворський відзначений почесним званням народного артиста України. Виступав як концертний співак, гастролював за кордоном (Італія, Іспанія, Португалія, США, Канада, Російська Федерація тощо).
У 2003 році згідно з Указом Президента України нагороджений орденом «За заслуги» ІІ ступеню за значний особистий внесок у збагачення української пісенної спадщини.
Одружений. Має двох синів.

У концертному репертуарі як співака і композитора має понад 120 творів. Професійно грає на акордеоні, баяні, губній гармошці, дримбі, трубі, баяні.
Павло Дворський — майстер спорту України з настільного тенісу у 2003 році. Брав участь у турнірах в Україні, Росії, Молдові, Естонії.

## Альбоми
Записав аудіо альбоми та компакт-диски:
- «Біла криниця» (1988), Канада
- «Горнусь до тебе, Україно» (1993)
- «Товариство моє» (1994)
- «Автографи любові» (1996)
- « Забута ікона» (1999)
- «Будуймо храм» (1990, 1999)
- «Буковинське танго» (1998)
- «Так починається кохання» (2002)
- «Молода мелодія» (2003)
- «Смерекова хата» (2004)
- «Щастя моє» (2007, 2008)«Почуття» (1999)
- «Стожари»(1995)
- «Canzoni di passione» (2004)
- Щастя моє (2012)
- Le stelle cadenti (2012)

## Відзнаки і нагороди
- Народний артист України (4 травня 1994)
- Орден «За заслуги» 3-го (2001) і 2-го (2003) ступенів
- «Лицарський Хрест Слави» (1996)
- Лицарський орден «Архистратиг Михайло» української діаспори Канади та США (1998)
- Медаль «За громадську мужність» Української спілки ветеранів Афганістану (2001)
- Знак відмінник освіти України (1999)
- Почесна відзнака «За досягнення в розвитку культури і мистецтва» Міністерства культури України (2003)
- Православний орден архістратига Михаїла (2006)
- Грамота і пам'ятна медаль архієпископа Любомира та подяка патріарха Любомира Гузара
- Обласна комсомольська премія імені Кузьми Галкіна (за пропаганду молодіжної пісні) (1987), фестивалів «Червона рута» (1989), «Пісенного вернісажу» (1990), дипломант міжнародного фестивалю сучасної пісні «Шлягер року» (щорічно з 1996 року), «За вагомий внесок у розвиток естрадної пісні» (2000)
- Почесний громадянин Чернівців, Кельменецького району.